# Cantone di Laissac
Il Cantone di Laissac era una divisione amministrativa dell'arrondissement di Rodez.
A seguito della riforma approvata con decreto del 21 febbraio 2014, che ha avuto attuazione dopo le elezioni dipartimentali del 2015, è stato soppresso.

## Composizione
Comprendeva i comuni di:
- Bertholène
- Coussergues
- Cruéjouls
- Gaillac-d'Aveyron
- Laissac
- Palmas
- Sévérac-l'Église
- Vimenet